# Gente di Dublino (album)
Gente di Dublino è il sesto album del cantautore italiano Alberto Radius, pubblicato dalla CGD nel 1982.

## Il disco
Nello stesso periodo in cui collabora con Franco Battiato, Giusto Pio e, con un ben preciso gruppo di musicisti a lui vicini (Alice, Giuni Russo, Milva), anche Alberto Radius realizza un suo album con il medesimo gruppo di lavoro. 
Scrive tutte le musiche delle nove canzoni che compongono l'LP.
I testi sono accreditati a Oscar Avogadro (Se il mare c'è, Non metteteci la bomba, Pane amore e fantasia, Paura di volare), a Francesco Messina (Lombardia, Olè, Centro campo, Gente di Dublino) e Tommaso Tramonti (nome d'arte di Henri Thomasson) per il brano Labirinto.
Secondo alcuni, in realtà, i testi sarebbero stati scritti da Franco Battiato..
Registrato nel luglio 1982 nello Studio Radius, il disco vede gli arrangiamenti curati dallo stesso Alberto Radius tranne Pane amore e fantasia, arrangiata da Sante Palumbo.
La produzione è di Angelo Carrara, mentre la copertina è realizzata da Francesco Messina.

## Tracce
1. Lombardia
2. Se il mare c'è
3. Non metteteci la bomba
4. Labirinto
5. Olè
6. Centro campo
7. Pane amore e fantasia
8. Gente di Dublino
9. Paura di volare

## Formazione
- Alberto Radius – voce, chitarra, programmazione
- Sante Palumbo – pianoforte
- Paolo Donnarumma – basso
- Alfredo Golino – batteria
- Filippo Destrieri – tastiera
- Stefano Pulga – pianoforte
- Pietro Pellegrini – programmazione